# Alexander Israel Wittenberg
Alexander Israel Wittenberg (* 10. Februar 1926 in Berlin; † 19. Dezember 1965) war ein Schweizer Mathematiker und Mathematikdidaktiker.

## Leben
Wittenberg wurde als Sohn russisch-jüdischer Einwanderer in Berlin geboren, besuchte dort die Volksschule und floh mit der nationalsozialistischen Machtergreifung 1933 nach Frankreich, wo er bis 1942 Gymnasien besuchte (Paris, Angers, Toulouse) mit dem Abschluss Baccalauréat A. Im November floh er mit seinen Eltern in die Schweiz, wo sie bis Anfang 1944 in Flüchtlingslagern interniert waren. 1945 erwarb er die Matura in Zürich, danach studierte er Mathematik an der ETH Zürich und schloss 1949 mit dem Diplom ab. Er war Assistent von Ferdinand Gonseth, bei dem er 1957 an der ETH Zürich promoviert wurde (Vom Denken in Begriffen: Mathematik als Experiment des reinen Denkens), mit Paul Bernays als Korreferent. 1954 bis 1956 unterrichtete er an den Kantonsschulen Schaffhausen und Winterthur und am Technikum in Winterthur. Wittenberg war ab 1956 Associate Professor an der Universität Laval in Quebec und ab 1963 Professor an der York University in Toronto.
Sein Buch Bildung und Mathematik war in den 1960er Jahren einflussreich, zum Beispiel auf Martin Wagenschein (Genetischer Unterricht).
1955 erhielt er das Bürgerrecht von Zürich.

## Schriften
- Vom Denken in Begriffen. Mathematik als Experiment des reinen Denkens. Birkhäuser, Basel 1957, doi:10.3929/ethz-a-000098701.
- Bildung und Mathematik. Mathematik als exemplarisches Gymnasialfach. Klett, Stuttgart 1963; 2. Auflage 1990.
- mit Soeur Sainte-Jeanne-de-France: Redécouvrir les mathématiques. Delachaux et Niestlé, Neuchâtel 1963.
- An unusual course for future teachers of mathematics. In: American Mathematical Monthly. Bd. 70, 1963, S. 1091–1097.
- Ist echte gymnasiale Bildung ohne Studium der alten Sprachen möglich? In: Neue Sammlung. 1961, Heft 2, S. 141.
- Mathematik am Gymnasium. In: Neue Sammlung. 1961, Heft 6, S. 474.
- Genetischer Mathematikunterricht. In: Neue Sammlung. 1964, Heft 4, S. 210–216.
- Priorities and Responsibilities in the reform of mathematical education: an essay in educational metatheory, L´Enseignement Mathématique, Band 11, 1965, Heft 4, S. 287, Online